# Sinan Hasani
Sinan Hasani (* 14. Mai 1922 in Pozaranje, östlich von Uroševac, Königreich Jugoslawien; † 28. August 2010 in Belgrad, Serbien) war ein jugoslawischer Politiker und albanischsprachiger Schriftsteller.

## Leben
Sinan Hasani gehörte ab 1941 der Jugoslawischen Volksbefreiungsarmee an und trat 1942 in die Kommunistische Partei Jugoslawiens ein. Er geriet 1944 in deutsche Gefangenschaft und wurde in ein Lager in der Nähe von Wien gebracht. Nach dem Krieg studierte er an der Parteischule "Đuro Đaković" in Belgrad. Er hatte mehrere Parteiämter inne, war Vorsitzender des Sozialistischen Bundes des werktätigen Volkes Jugoslawiens (Socijalistički savez radnog naroda Jugoslavije, abgekürzt: SSRNJ) des Kosovo und von 1965 bis 1967 Direktor des Verlages Rilindja.
Von 1971 bis 1974 war er jugoslawischer Botschafter in Dänemark, 1975 bis 1982 stellvertretender jugoslawischer Parlamentspräsident. Von Mai 1986 bis Mai 1987 war er Vorsitzender des Präsidiums der Sozialistischen Föderativen Republik Jugoslawien und damit Staatspräsident.
Sinan Hasani verfasste einige Romane, die z. T. auch ins Serbokroatische und Mazedonische übersetzt wurden.

## Werke

### Romane
- Një nate e turbullt (Unruhige Nacht, 1966)
- Era dhe Lisi (1973; wurde 1979 als TV-Mehrteiler verfilmt)
- Fëmijëria e Gjon Vatrës (Die zweite Kindheit des John Water, 1975)
- Për bukën e bardhë (1977)

### Sonstige Werke
- Kosovo : istine i zablude, (Kosovo, Wahrheiten und Irrtümer, 1986, in serbokroatischer Sprache, über den albanischen Nationalismus im Kosovo)
- Në fokus të ngjarjeve : bisedë me Sinan Hasani / Tahir Z. Berisha (2005, Biographie, ISBN 9951-408-08-7)